# Hertog van Santa Cruz

Het wapen van Auguste de Beauharnais, hertog van Santa Cruz

Hertog van Santa Cruz was een Braziliaanse adellijke titel die in 1829 door keizer Peter I werd gecreëerd voor zijn zwager Auguste de Beauharnais.
Vijf jaar later, in 1835, werd Auguste ook Peters schoonzoon, toen hij huwde met zijn dochter koningin Maria II van Portugal. Dit huwelijk werd in München bij volmacht voltrokken op 1 december 1834 en in persoon op 26 januari 1835 te Lissabon.
Santa Cruz verwijst naar een tegenwoordig stadsdeel van Rio de Janeiro.

## Hertogen van Santa Cruz
- 1834 – 1835: Auguste de Beauharnais (1810–1835), ook 2e hertog van Leuchtenberg, vorst van Eichstätt en prins-gemaal van Portugal